# RUN!RUN!RUN!
RUN!RUN!RUN!（ラン・ラン・ラン）は大槻真希（現・大槻マキ）の2000年8月9日にエピックレコードジャパンから発売した3枚のシングル。自身最大のヒット曲となった。
フジテレビ系アニメ『ONE PIECE』エンディングテーマ（第31話 - 第63話）。1stシングル「memories」に続き二度目の起用となった。
2016年に15年ぶりのONE PIECEタイアップとなったシングル「Destiny」には、セルフカバー「RUN!RUN!RUN! 〜16years after〜」が収録されている。

## 収録内容
1. RUN!RUN!RUN! [3:59]
2. サマータイムラブレター [3:47]
3. RUN!RUN!RUN!(Instrumental) [3:59]

全曲作詞：大槻真希、作曲・編曲：森純太

## 収録作品
| 発売日         | タイトル                                                                  | 規格品番               |
| -------------- | ------------------------------------------------------------------------- | ---------------------- |
| 2000年12月6日  | オリジナル『ROCK'N ROLL LOVE LETTER』                                     | ESCB-2191              |
| 2002年3月20日  | ベスト『LIVELY,DEADLY～Singles＋One～』                                   | ESCL-2303              |
| 2003年7月30日  | コンピレーション『ONE PIECE BEST ALBUM 〜ワンピース主題歌集〜』           | AVCA-14748             |
| 2006年2月8日   | コンピレーション『情熱の2000'sベストヒッツ35曲!〜Epic35〜』               |                        |
| 2007年3月7日   | コンピレーション『ONE PIECE SUPER BEST』                                  | AVCA-26233B AVCA-26235 |
| 2010年3月17日  | コンピレーション『ONE PIECE MEMORIAL BEST』                               | AVCA-29700B AVCA-29702 |
| 2012年11月28日 | Q MIX『グランドライン』                                                   | CB-8                   |
| 2013年1月16日  | コンピレーション『ONE PIECE 15th Anniversary BEST ALBUM』                 | AVCA-62205             |
| 2013年12月25日 | コンピレーション『クライマックス アニメ・ヒッツ』                         | MHCL-2411/2            |
| 2016年3月30日  | コンピレーション『アニソンLOVE! 蒼組』                                    | MHCL-2590              |
| 2018年4月4日   | コンピレーション『週刊少年ジャンプ50th Anniversary BEST ANIME MIX vol.2』 | ESCL-5044              |

## 歌唱
- 2019年3月16日「東京ワンピースタワー4周年スペシャルライブ&アニメ20周年記念スペシャル発表会」[5]